# Pukkiluoto, Kuopio
Pukkiluoto är en ö i Finland. Den ligger i sjön Onkivesi och i kommunen Kuopio i den ekonomiska regionen  Kuopio ekonomiska region  och landskapet Norra Savolax, i den centrala delen av landet, 400 km norr om huvudstaden Helsingfors. Öns area är 0,5 hektar och dess största längd är 90 meter i öst-västlig riktning.  Pukkiluoto ligger i sjön Onkivesi.